# Euractiv
 (avril 2024).
Euractiv est un site d'information européen spécialisé dans les politiques de l'UE, fondé en 1999 par l'éditeur français Christophe Leclercq. Son siège et sa rédaction centrale sont situés à Bruxelles, avec d'autres bureaux à Paris et à Berlin. Son contenu est produit par une cinquantaine de journalistes travaillant en Allemagne, en Belgique, en Bulgarie, en France, en Grèce, en Italie, en Pologne, en République tchèque, en Roumanie, et en Slovaquie.
La couverture politique d'Euractiv est répartie en huit sections : agriculture, économie, énergie et climat, international, politique, santé, technologie et transport. Sa couverture de l'actualité est complétée par un programme de plus de 100 événements par an, généralement sous la forme de débats avec les parties prenantes qui couvrent les mêmes domaines politiques. Les articles d'Euractiv se concentrent sur la phase pré-législative du processus décisionnel de l'UE, et la quasi-totalité de son contenu en langue anglaise est traduite en français et en allemand.
Euractiv dispose de sources de financement diversifiées, l'entreprise recherchant des revenus privés et publics pour mener à bien ses activités. En 2019, environ un cinquième des revenus d'Euractiv provenait de sources publiques, y compris l'UE, ainsi que de la publicité et du sponsoring d'entreprise.
En mai 2023, Euractiv a été racheté par la société de médias belge Mediahuis, devenant ainsi la première acquisition de plateforme médiatique internationale de la société, avec une équipe de direction composée de trois personnes, dont René Moerland (Président, éditeur et ancien rédacteur en chef du journal néerlandais NRC), Claire Boussagol (directrice générale et ancienne présidente, Europe chez APCO Worldwide et ancienne PDG de Politico Europe), et Emmanuel Naert (directeur des abonnements).

## Profil
Euractiv couvre depuis plus de vingt ans le Parlement européen et les autres institutions de l'UE. Sa couverture éditoriale comprend la politique européenne à Bruxelles ainsi qu'une analyse plus approfondie des politiques de l'UE dans des domaines tels que l'énergie et l'environnement, l'agriculture, la sécurité alimentaire, les transports et la politique technologique.
Outre les articles quotidiens, Euractiv produit également des rapports spéciaux sur des sujets politiques spécifiques. En 2016, l'entreprise a lancé son bulletin d'information phare, « The Brief ».
En 2019, elle a lancé une nouvelle série de bulletins d'information axés sur l'UE : « The Capitals », « the Tech Brief » et « the Transport Brief ». En outre, Euractiv se spécialise dans l'organisation d'événements qui rassemblent les principales parties prenantes et les amènent à discuter. En 2018, elle a organisé plus de 70 événements, dont la plupart ont été sponsorisés, essentiellement sous la forme d'ateliers ou de débats.

## Bulletins d'information
Euractiv distribue des bulletins d'information appelés « Policy Briefs » en fonction de la couverture des principaux domaines politiques de l'Union européenne, par exemple l'agriculture, la technologie, l'énergie.
« The Capitals » est la lettre d'information quotidienne phare d'Euractiv. Elle rassemble des informations politiques provenant de toute l'Europe et présentant un intérêt européen plus large.

## Impact
Selon le sondage sur les médias de l'UE réalisé en 2023 par Savanta pour BCW Brussels, Euractiv s'est classé au cinquième rang des sources européennes les plus influentes, entrant pour la première fois dans le top 10 et devançant Bloomberg, EUObserver et Euronews.
En 2022, une étude menée par le Conseil de l'Union européenne a classé Euractiv en deuxième position sur la liste des médias les plus influents parmi les membres du Parlement européen.
Les articles d'Euractiv sont régulièrement cités par des médias internationaux tels que le New York Times, le Financial Times, CNN, Deutsche Welle, Le Figaro, Le Point et Il Post.